# 立命館大学ローム記念館

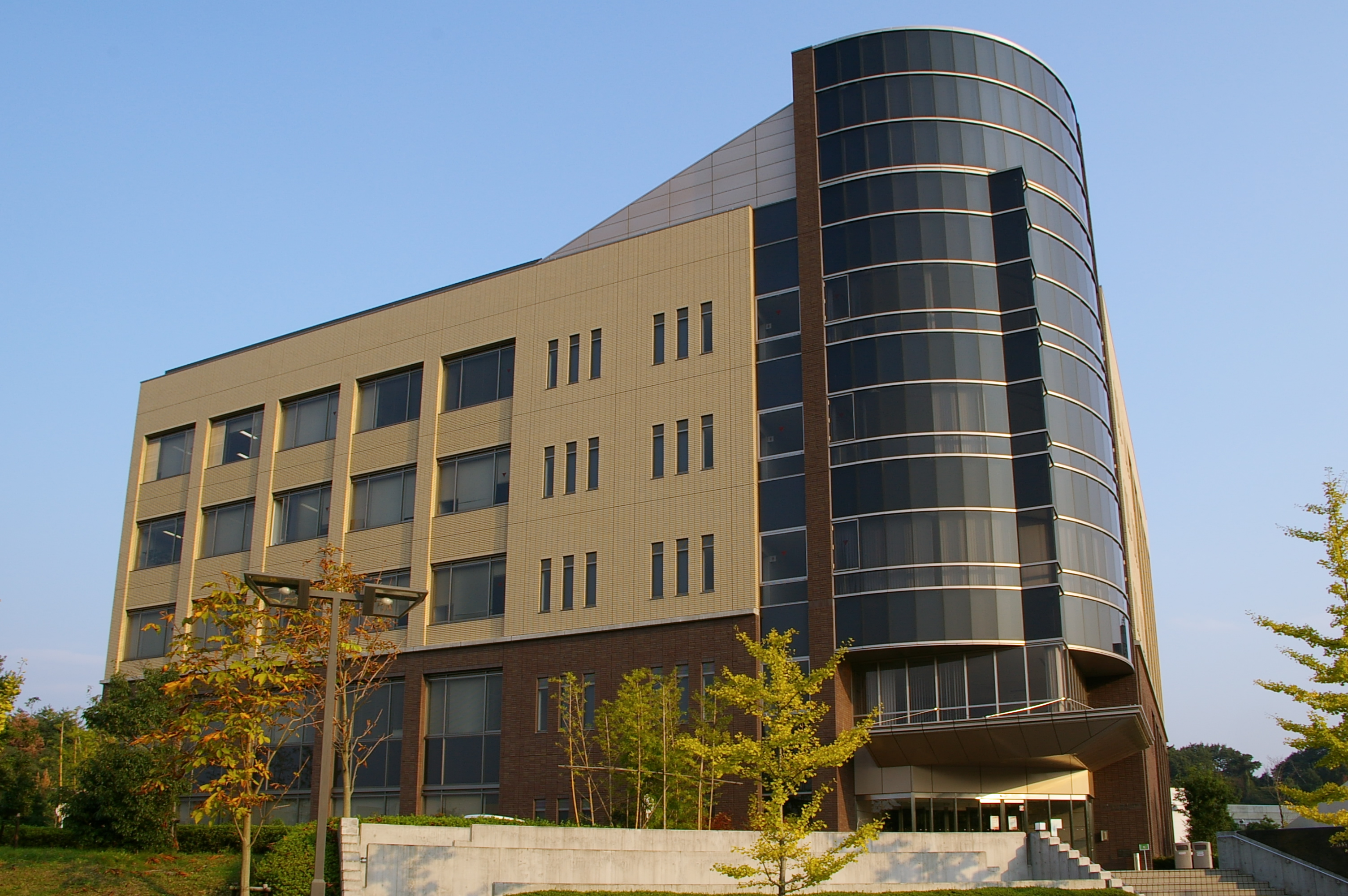
立命館大学ローム記念館

立命館大学ローム記念館（りつめいかんだいがくロームきねんかん）は、立命館大学びわこ・くさつキャンパス（滋賀県草津市）にあるLSI教育研究拠点。

## 概要
マイクロエレクトロニクスの研究拠点として、また次世代半導体産業を担う人材育成拠点として2000年4月に開設。
文部科学省の私立大学ハイテクリサーチセンター整備事業に採択され、「インテリジェント・シリコンソサエティの研究」を行っている。建設費約15億円はローム株式会社代表取締役社長の佐藤研一郎によって出資された。
大小会議室を備え、研究活動だけでなく講演会場やコンサート会場としても利用されている。

## 施設概要
- 地上5階建
- 6349.47平方メートル（延べ面積）
- 研究室（計11室）
- 実験室（計12室）
- 会議室
- 準備室

## 主な設備
- 基盤情報処理ネットワーク
- LSI研究用映像通信装置
- ULSIデザインオートメーション研究装置
- 並列マルチマイクロプロセッサモジュール研究装置